# Cabo Rancho

O Cabo Rancho é um promontório rochoso, de 170 m, marcando a extremidade leste da Ilha Decepção, nas Ilhas Shetland do Sul. Se ergue do mar para se tornar um grande rochedo que, por causa de sua forma, recebeu seu nome. O nome foi proposto pelo comandante do navio argentino Granville no ano de 1947 por ter observado, por sorte, que a forma do cabo se parece com uma cabana de teto com direção dupla.
 Este artigo incorpora material em domínio público  de United States Geological Survey   , documento "Cabo Rancho" (conteúdo do Geographic Names Information System).